# Evanjelický posol spod Tatier
Evanjelický posol spod Tatier (lapcímének magyar fordítása Tátraaljai evangélikus hírnök) egy szlovák nyelven megjelenő egyházi, evangélikus lap volt a Magyar Királyságban, később Csehszlovákiában illetve Szlovákiában. Első lapszámát 1910-ben Liptószentmiklóson a Tranoscius Társaság adta ki. Jelenleg hetilapként jelenik meg.